# La Lune rouge
Pour plus de détails, voir Fiche technique et Distribution.
La Lune rouge (القمر الأحمر, Alqamar Alahmar) est un film biographique et musical marocain réalisé par Hassan Benjelloun, sorti en 2013.
Le film a été présenté par le Maroc à la 87e cérémonie des Oscars pour l'Oscar du meilleur film en langue étrangère, mais n'a pas été retenu comme candidat,.

## Synopsis
Il s'agit d'un film biographique sur Abdel Salam Amer (ar), un musicien aveugle qui a jalonné l'histoire de la musique marocaine.

## Fiche technique
- Titre français : La Lune rouge[3]
- Titre original arabe : القمر الأحمر[4],Alqamar Alahmar
- Réalisation : Hassan Benjelloun
- Scénario : Bachir Qermane
- Photographie : Ali Benjelloun
- Montage : Kahéna Attia
- Société de production : Bentaqerla
- Pays de production :  Maroc
- Langue originale : arabe
- Format : couleurs
- Genre : film biographique et musical
- Durée : 117 minutes
- Dates de sortie : 
  - Maroc : 8 février 2013 (Festival national du film à Tanger) ; 30 octobre 2013 (sortie nationale)

## Distribution
- Fattah Ngadi
- Fatine Hilal Bik
- Wassila Sobhi
- Fatima Zahra Bennacer
- Abdellatif Chaouki
- Abderrahim El Meniar
- Mehdi Malakane
- Khadija Jamal